# Plaza de toros de Melilla
La plaza de toros de Melilla también conocida como la mezquita del toreo es una plaza de toros en Melilla, España. Se trata de una de las nueve plazas de toros en África, junto con la Tánger, la de Luanda, la de Orán, la de Uchda, la de Villa Sanjurjo y la de Maputo, y es la única en activo en el continente. De estilo neobarroco, está situada en el Ensanche Modernista que forma parte del Conjunto Histórico Artístico de la Ciudad de Melilla, Bien de Interés Cultural.

## Historia
Construida en estilo neobarroco en los terrenos del desmontado cerro de San Lorenzo, donde a principios del siglo XX apareció una necropólis datada de entre los siglos I y II a. C., según el proyecto del equipo de arquitectos dirigido por Alejandro Blond Gonzaléz´y compuesto además por Manuel Sainz de Vicuña, Federico Faci, Jenaro Cristos y José Varela entre el 17 de enero de 1946, año en la que ya funcionaba al plaza, y el 6 de septiembre de 1947, fecha de su inauguración. La plaza fue bendecida por el vicario eclesiástico Carrasco, con el comandante general de Melilla Rada y del alcalde Fernando Álvarez Claro el día en la que fue inaugurada. La primera corrida de toros se celebró el 8 de septiembre de 1946 y la inauguración oficial se realizó un año después, el 6 de septiembre de 1947, con la presencia del Alto Comisario de España en Marruecos el Teniente general José Enrique Varela Iglesias. Para dicho evento se anunció en los carteles a los diestros Gitanillo de Triana, Manuel Rodríguez Manolete y Pepín Martín Vázquez y toros de la ganadería Santa Coloma-Joaquín Buendía. Manolete sin embargo, no llegó a actuar en el coso de Melilla debido a su fallecimiento en la plaza de toros de Linares pocos días antes, el 28 de agosto. El torero Pepín Martín Vázquez también fue baja. Por lo tanto, el cartel inaugural quedó entonces anunciado con Domingo Ortega, Gitanillo de Triana, Luís Miguel Dominguín y Agustín Parra Parrita. Los primeros trofeos otorgados en la plaza fueron a Domingo Ortega obtuvo que por su faena obtuvo dos orejas, un rabo y una pata; Dominguín obtuvo dos orejas y rabo con dos vueltas al ruedo en su primer toro, pero fue cogido en el séptimo de la tarde, resultando ser el primer espada herido en el coso africano.
En las fiestas patronales de 1949 el sacerdote Fernández bendijo su capilla, con la imagen de la Virgen del Perpetuo Socorro. El periodista taurino Gregorio Corrochano la bautizó como la mezquita del Toreo. El 6 de septiembre de 2018 el diestro Juan José Padilla descubrió una placa en su honor.

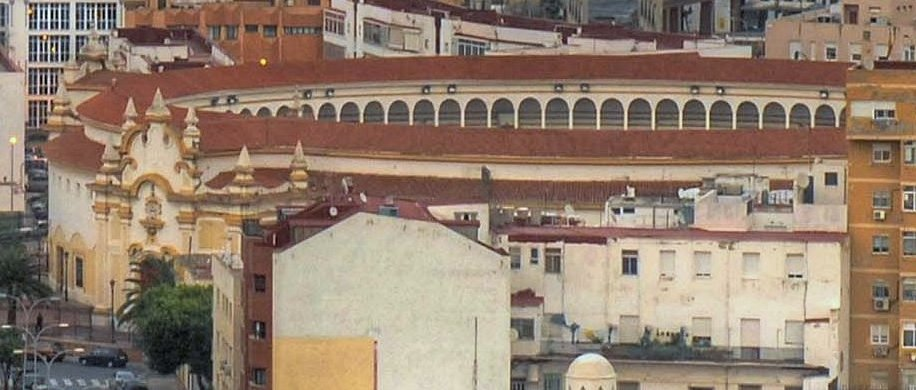
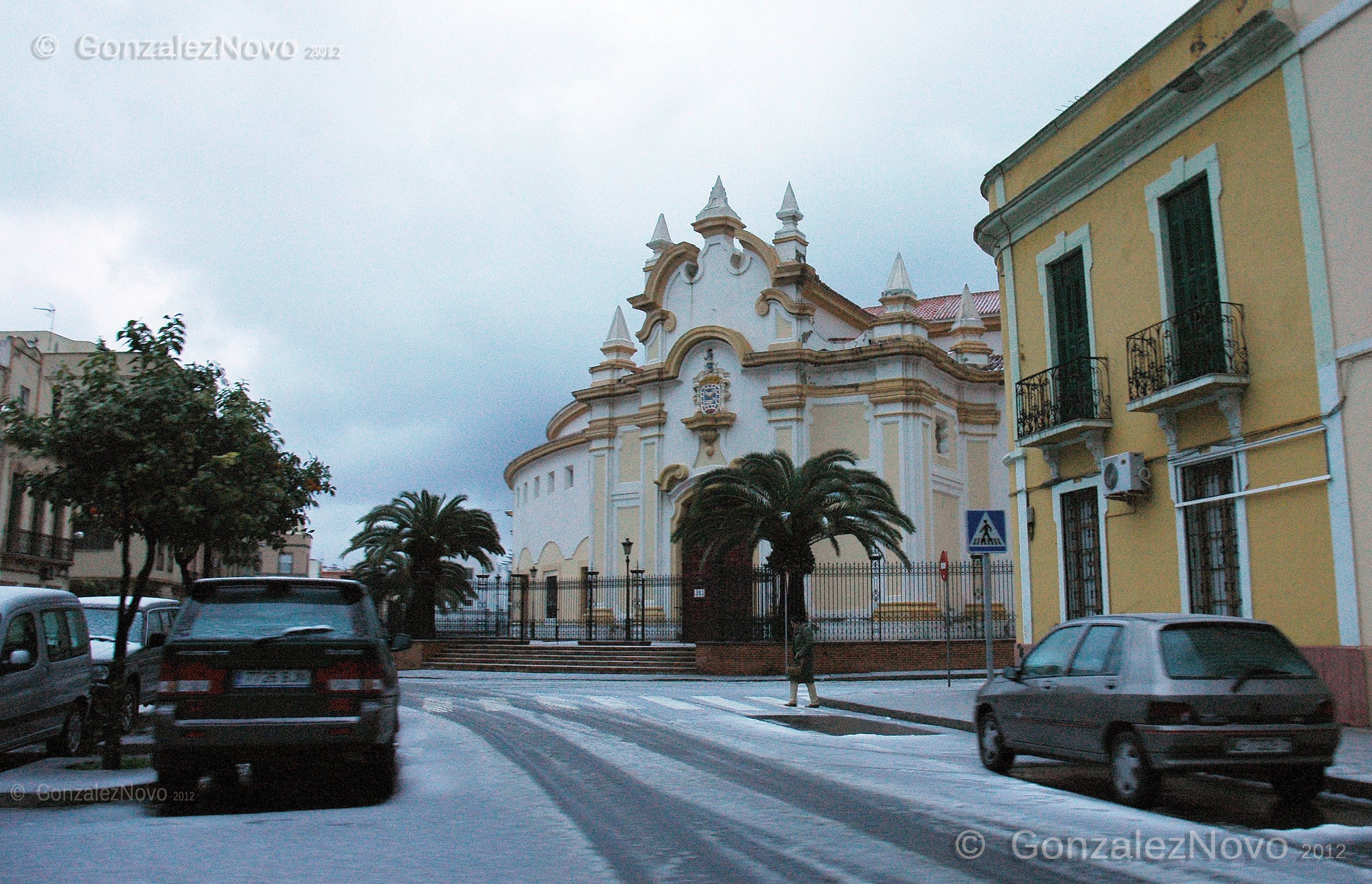
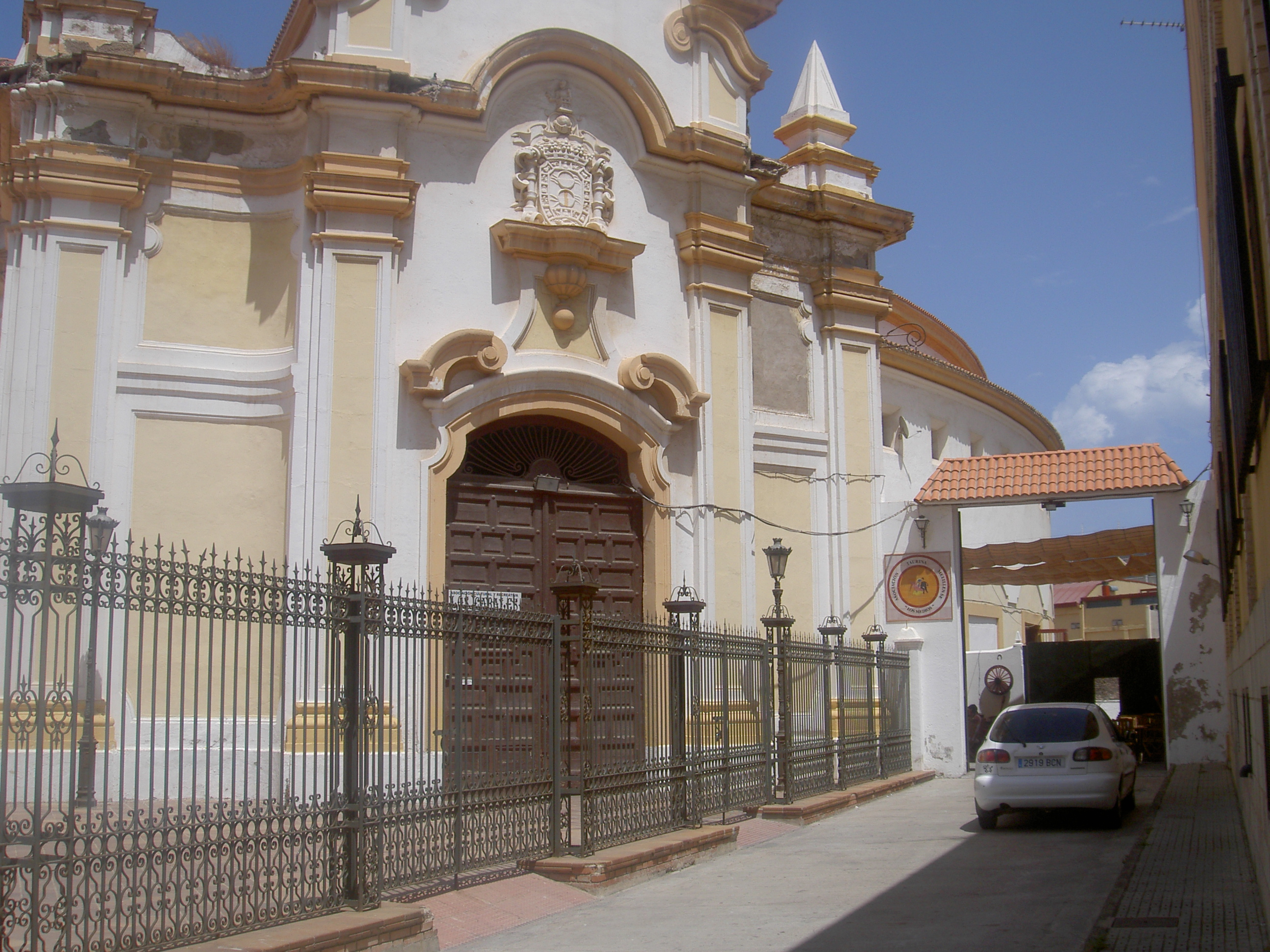
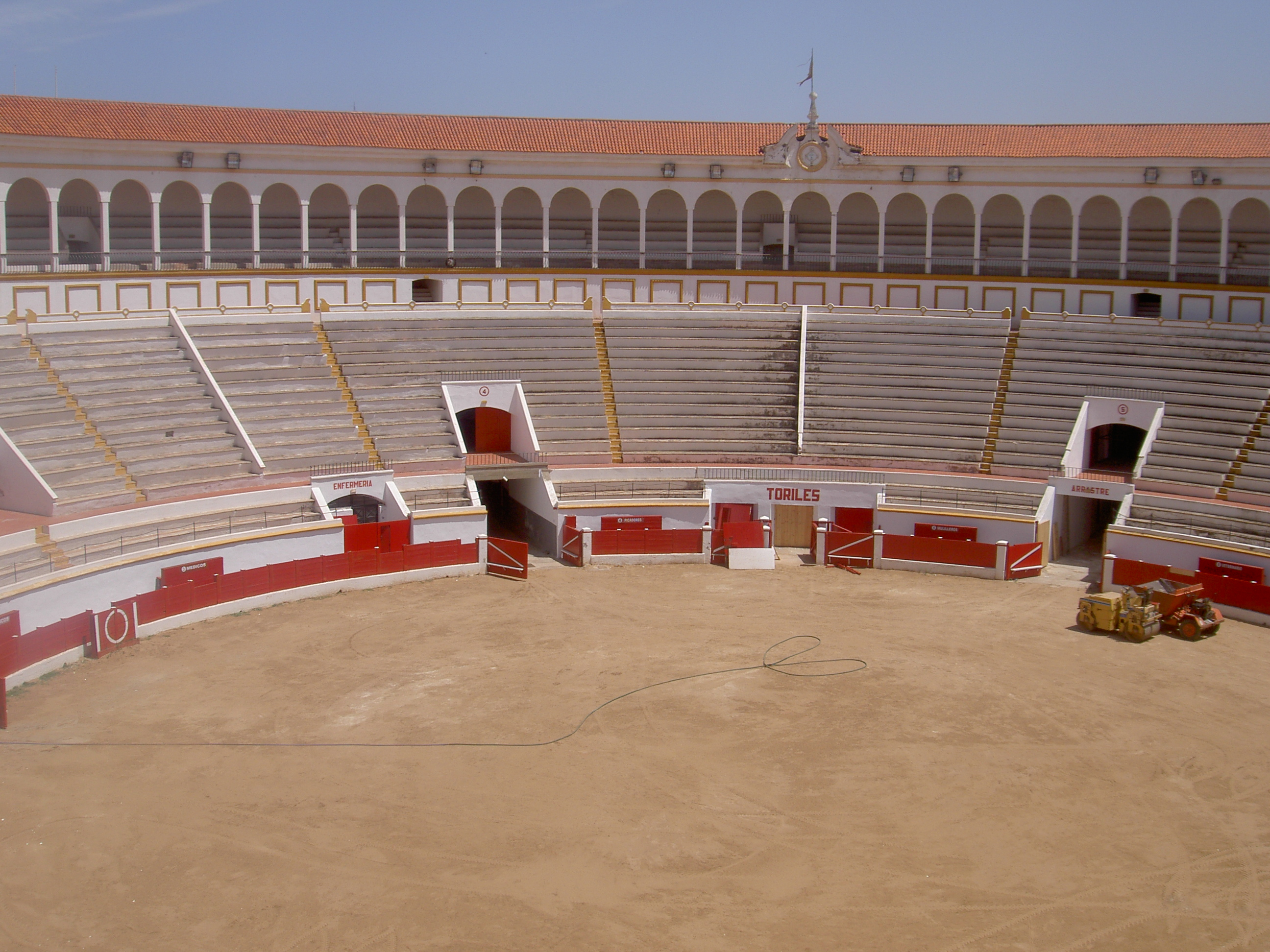
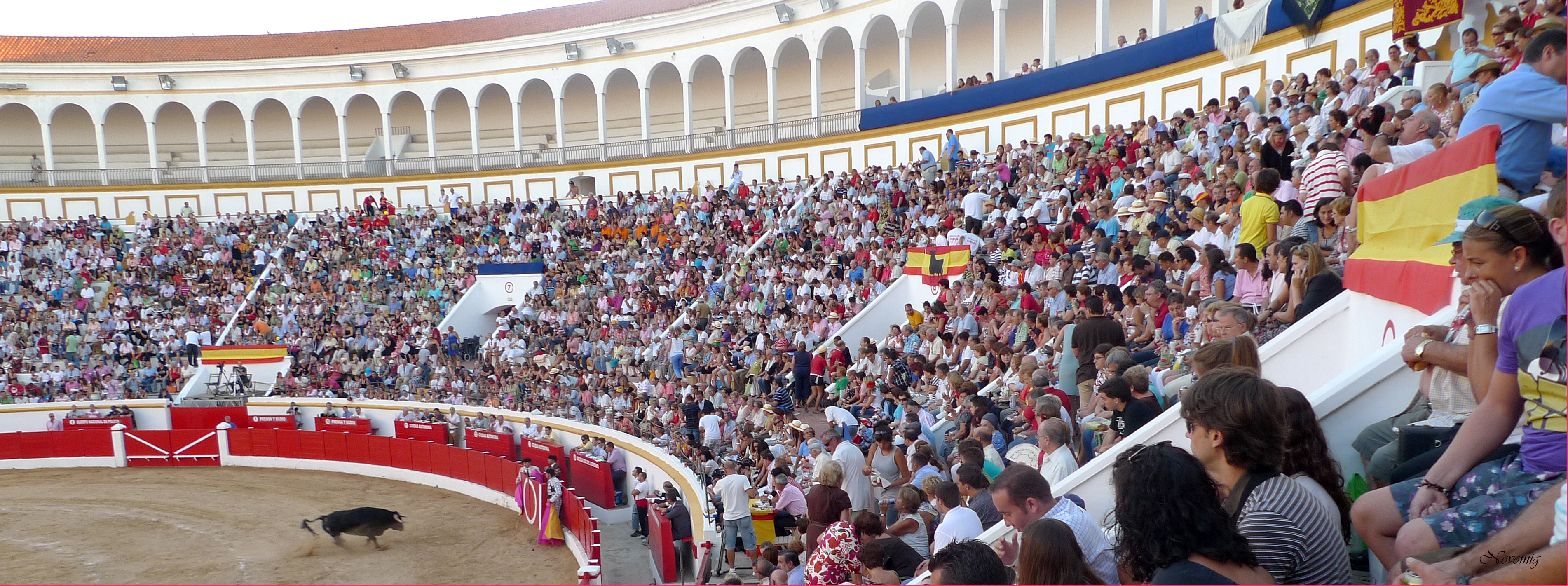

## Descripción
Está construido con piedra de la zona y ladrillo tocho para los muros de carga y vigas de hierro y tejas rojas para el tejado. Dispone de planta circular, con un único anillo en dos plantas y tres entradas monumentales, a las que se llega tras subir unas escalinatas o rampas para salvar el desnivel. Tiene un aforo de 8.000 espectadores y está calificada de segunda categoría.